# Mango (aerolínea)
Mango fue una aerolínea de bajo coste con base en Johannesburgo, Sudáfrica. Efectuaba vuelos regulares domésticos. Su principal base de operaciones era el aeropuerto internacional OR Tambo, Johannesburgo.

## Historia
Tras años perdiendo mercado ante aerolíneas bajo coste como Kulula.com, los ejecutivos de decidieron lanzar su propia aerolínea doméstica para competir en este mercado. El proyecto de lanzar una nueva aerolínea de bajo coste recibió inicialmente el nombre de TULCA (The Ultimate Low Cost Airline). Horas antes de iniciar sus ventas de billetes, la página se colgó debido al elevado número de internautas esperando a adquirir un asiento.
La aerolínea fue fundada en octubre de 2006 en medio de grupos de adeptos y críticos. Comenzó a operar el 15 de noviembre de 2006. Las aerolíneas rivales denunciaron que Mango podía estar siendo subvencionada por su matriz, SAA, puesto que esta es una aerolínea estatal. Mango tuvo un penoso comienzo con resultados negativos aunque pronto comenzó a cosechar beneficios.

## Destinos

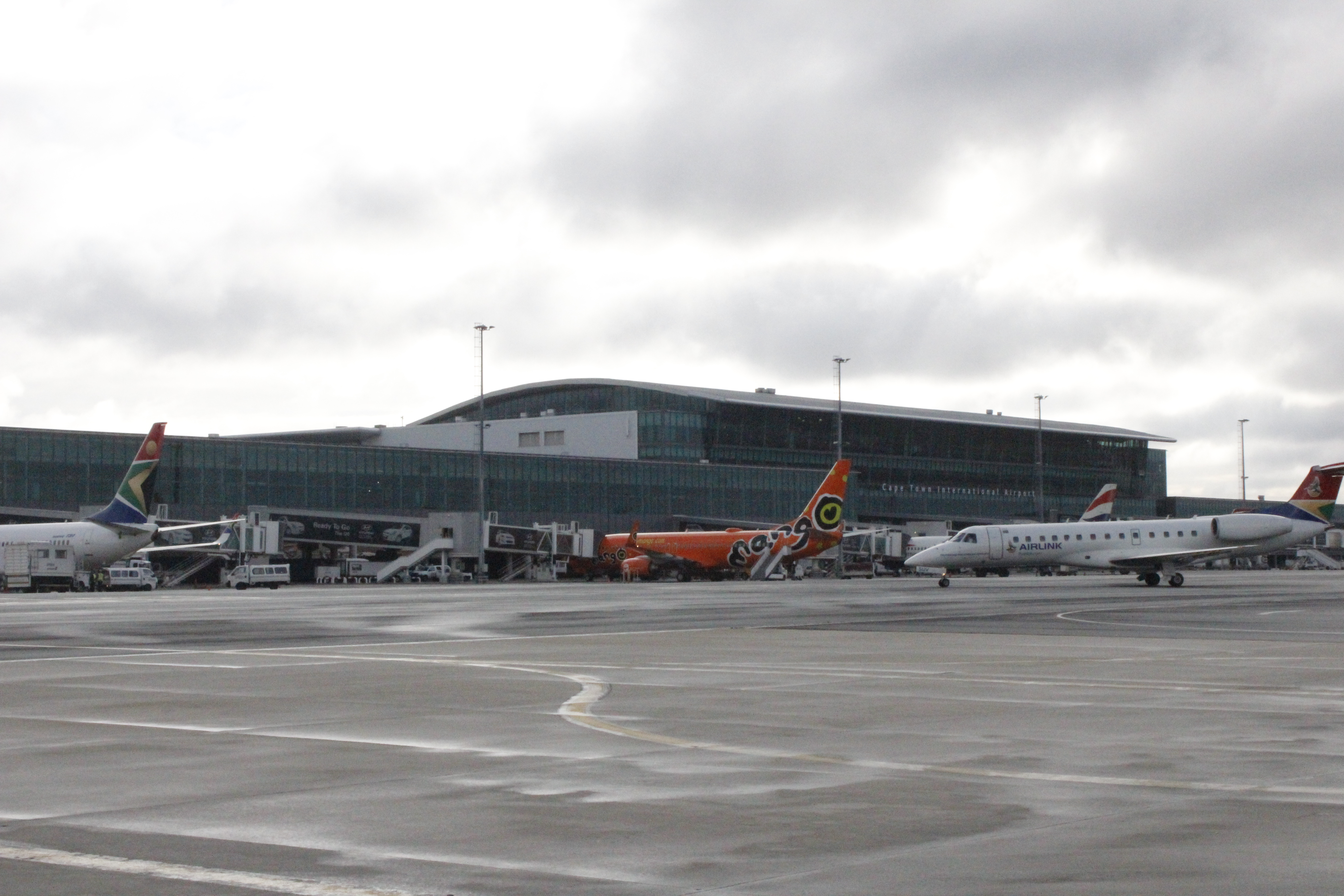
Boeing 737 de Mango en el Ciudad del Cabo

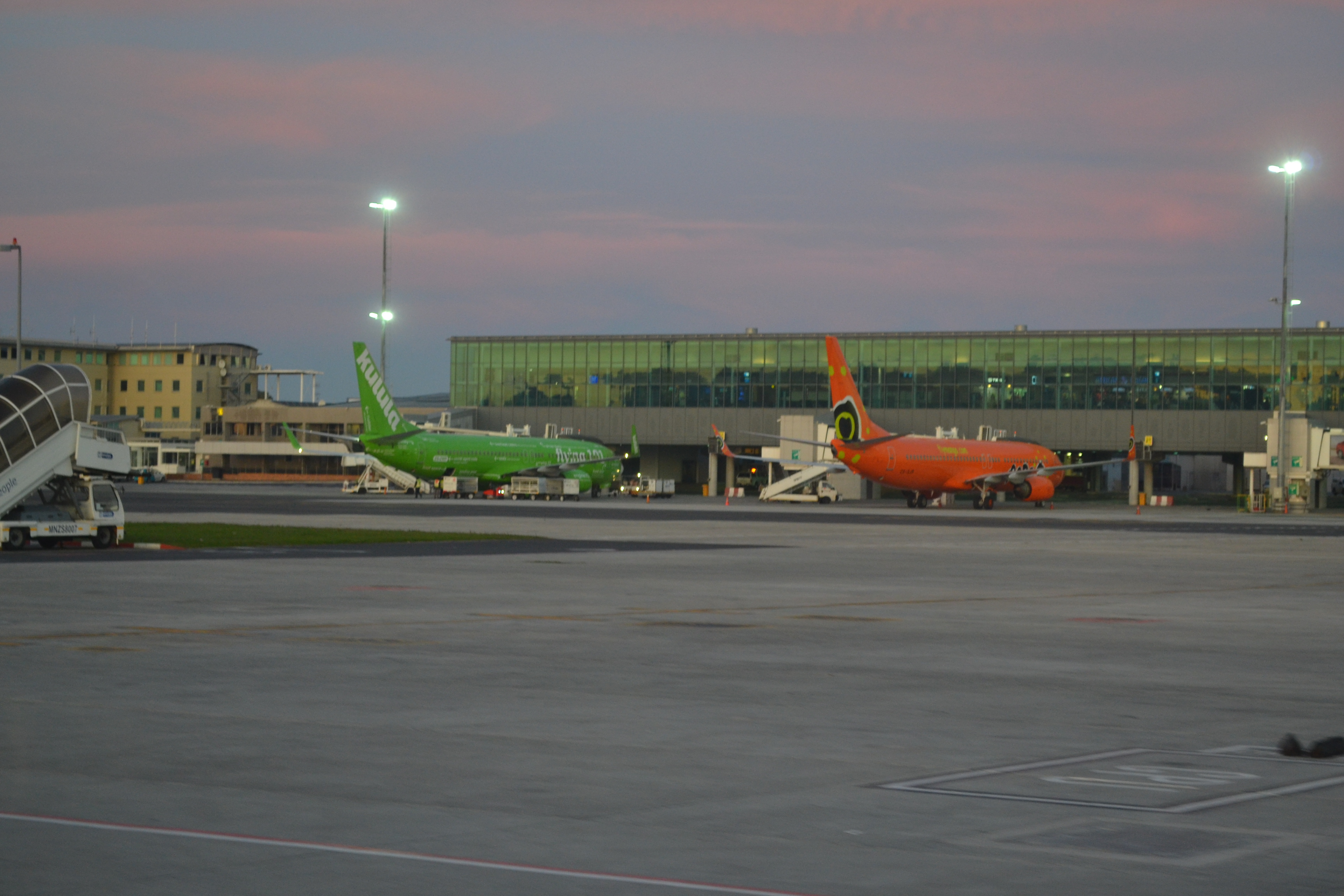
Boeing 737 de Mango en el Ciudad del Cabo

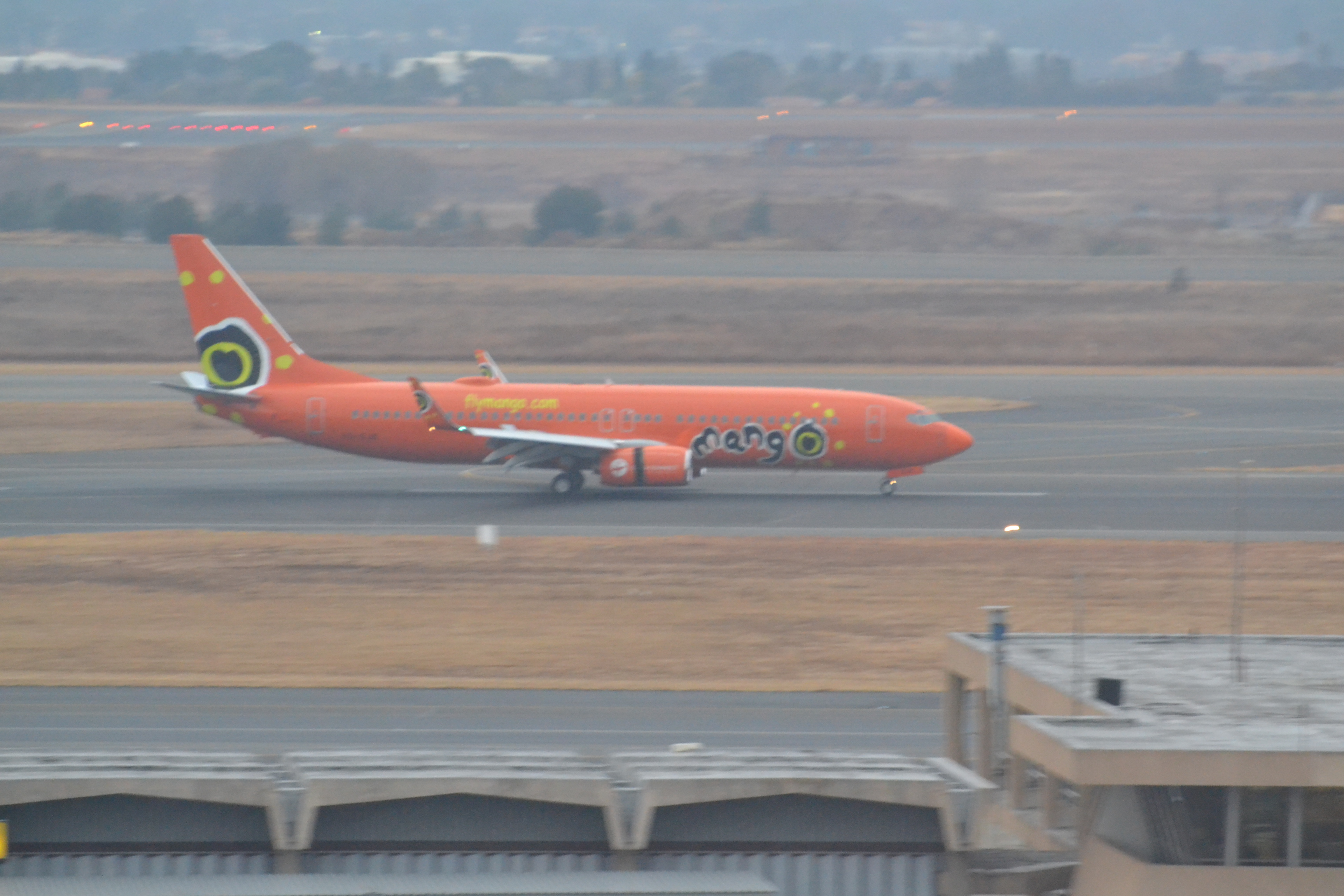
Boeing 737 de Mango despegando del Aeropuerto Internacional OR Tambo de Johannesburgo

Mango opera vuelos a los siguientes destinos (en marzo de 2007):
- Johannesburgo-OR Tambo
- Ciudad del Cabo
- Durban
- Bloemfontein

## Flota Histórica
La aerolínea durante su existencia operó las siguientes aeronaves:

## Servicios a bordo
Mango posee comida y bebida a la venta.
Mango también ofrece Mango TV, un programa de entretenimiento en vuelo con los últimos contenidos y noticias para proporcionar a los pasajeros entretenimiento durante el vuelo.